# Refraktion (Augenoptik)
Der Begriff axiale Refraktion (lateinisch re ‚zurück‘, frangere ‚brechen‘) bezeichnet in der Optometrie und in der Augenheilkunde den Brechwert der optischen Korrektur, mit der ein bestimmtes Auge ohne Akkommodation ein scharfes Bild eines in unendlicher Entfernung befindlichen Objekts erzeugt. Ist dieser Wert Null, spricht man von Normalsichtigkeit oder Emmetropie, ansonsten von einer Ametropie.
Zu unterscheiden ist zwischen einer objektiven Refraktion, die mittels einer apparativen Anordnung gemessen und durch die Brechungseigenschaften des Augapfels bestimmt wird, und der subjektiven Refraktion, die eine Auskunft des Untersuchten über die wahrgenommene Bildschärfe erfordert und den Einfluss weiterer Größen auf die Wahrnehmung berücksichtigt.
Die Refraktion eines Auges ist sein Brechungszustand. Die Refraktionsbestimmung darf nicht mit einem einfachen Sehtest verwechselt werden, denn sie beinhaltet eine aufwändigere Brechwertmessung.

## Synonyme
Als deutsche Begriffe für die Refraktometrie (Refraktionsbestimmung, Refraktionsmessung, Refraktionsermittlung), also für die ophthalmologische Brillenanpassung, werden meist Brillenglasbestimmung oder kurz Brillenbestimmung verwendet, oder auch Sehhilfenbestimmung, Korrektionswerte-Bestimmung, Augenglasbestimmung, Brechwertbestimmung, Brillenwertbestimmung, Brechkraftbestimmung, Brechwertmessung oder ungenau auch Sehkraftbestimmung, Sehschärfenbestimmung, Sehstärkenbestimmung, Augenprüfung und Augenüberprüfung. Früher nannte man das Einrichten der Gläser auch Basalmessung oder Centrometrie. Für eine eventuelle Kontaktlinsenanpassung können spezielle Berechnungsprogramme Brillenwerte in Kontaktlinsenparameter umrechnen.

## Geschichte
Die objektive Refraktionsmessung und damit die Skiaskopie sind Teilgebiete der Ophthalmoskopie. Früher nannte man die Skiaskopie auch Keratoskopie, Retinoskopie, Retinoskiaskopie, Dioptroskopie und Pupilloskopie. Die Refraktometrie wurde im 19. Jahrhundert durch die regional unterschiedlichen Längen des Zolls erschwert.

## Physiologie
Bei der Bestimmung des Visus des einzelnen Auges wird zwischen demjenigen mit Korrektion und demjenigen ohne Korrektion unterschieden. Dabei bezeichnet man die Sehschärfe ohne Korrektion auch als Rohvisus. Dafür gibt es die Abkürzungen s.c. (sine correctione, lateinisch für „ohne Korrektur“) und c.c. (cum correctione, lateinisch für „mit Korrektur“). Die optische Korrektion, mit der der höchste Visus erreicht wird, wird allgemein als „beste Korrektion“ bezeichnet, obgleich nicht von jedem Probanden die maximale Sehschärfe als die "beste" Brillenkorrektur empfunden wird.

## Bestimmung der objektiven Refraktion
Die Verfahren zur Bestimmung der objektiven Refraktion (Refraktometrie) basieren auf der Infrarot-Projektion von Objekten auf den Augenhintergrund, deren (sicht- bzw.) messbares Bild mit Hilfe vorgeschalteter Linsen scharfgestellt wird oder die in Koinzidenz gebracht werden.
Bei der Skiaskopie (auch Retinoskopie oder Schattenprobe; von altgriechisch ἠ σκια e scia ‚der Schatten‘ und σκοπεῖν skopein ‚schauen‘) wird als Objekt eine virtuell im Unendlichen befindliche Lichtquelle benutzt, deren „scharfgestelltes“ Bild in einer gleichmäßigen Beleuchtung des gesamten Augenhintergrunds besteht. Die Skiaskopie ist mit einfachen Mitteln (Skiaskop und Messgläser oder Gläserleiste) durchführbar, erfordert allerdings große Erfahrung des Untersuchers in der Methodik und einen entsprechenden Zeitaufwand. In bestimmten Situationen, wie bei kleinen Kindern oder einer mangelnden Compliance, ist die Skiaskopie aber häufig das am besten geeignete Verfahren zur objektiven Refraktionsbestimmung.
Autorefraktometer sind Apparate, die Projektion und Scharfstellung mit Photosensoren und Bildverarbeitung selbsttätig durchführen. Sie erfordern nur wenig Erfahrung bei der Bedienung, sind schnell, jedoch im Vergleich zur Skiaskopie kostspielig. Die manuellen Refraktometer sind inzwischen durch automatische Geräte vom Markt verdrängt worden.
Die Ergebnisse der objektiven Refraktionsmessung können durch die Akkommodation verfälscht werden. Die Bestimmung der objektiven Refraktion liefert deshalb die genauesten Werte nach medikamentöser Lähmung des Ziliarmuskels (Zykloplegie). Eine alternative Methode ist die sogenannte Mohindra-Skiaskopie – ein Verfahren, das hierzu vergleichbare Werte ohne Cycloplegica ermöglicht. Die Mohindra-Skiaskopie (auch: Mohindra-Retinoskopie) wurde benannt nach der indischen Optometristin Indra Mohindra. Sie wird besonders bei Kindern angewendet; dabei sitzt das Kind auf dem Schoß seiner Mutter.

## Bestimmung der subjektiven Refraktion

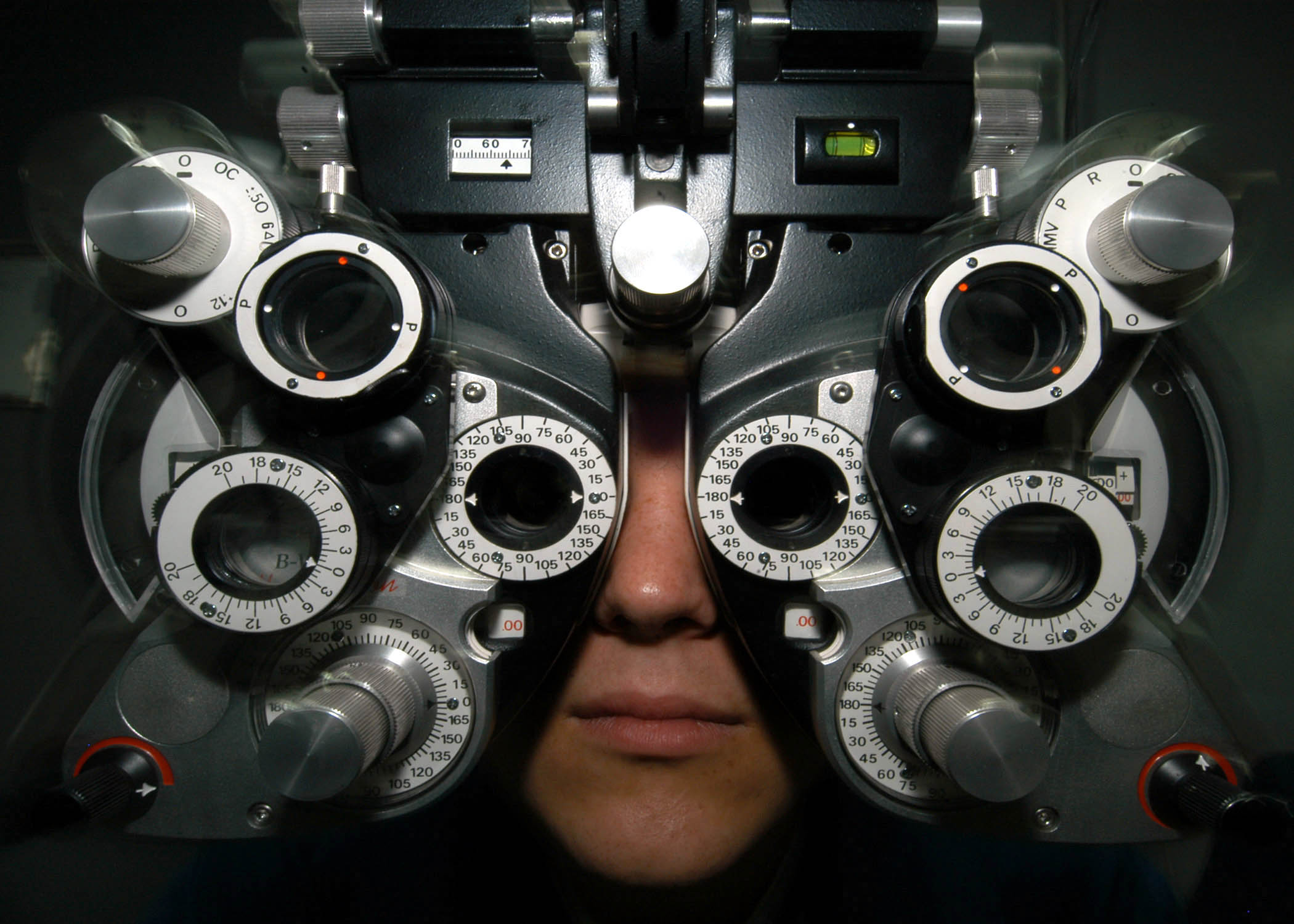
Phoropter

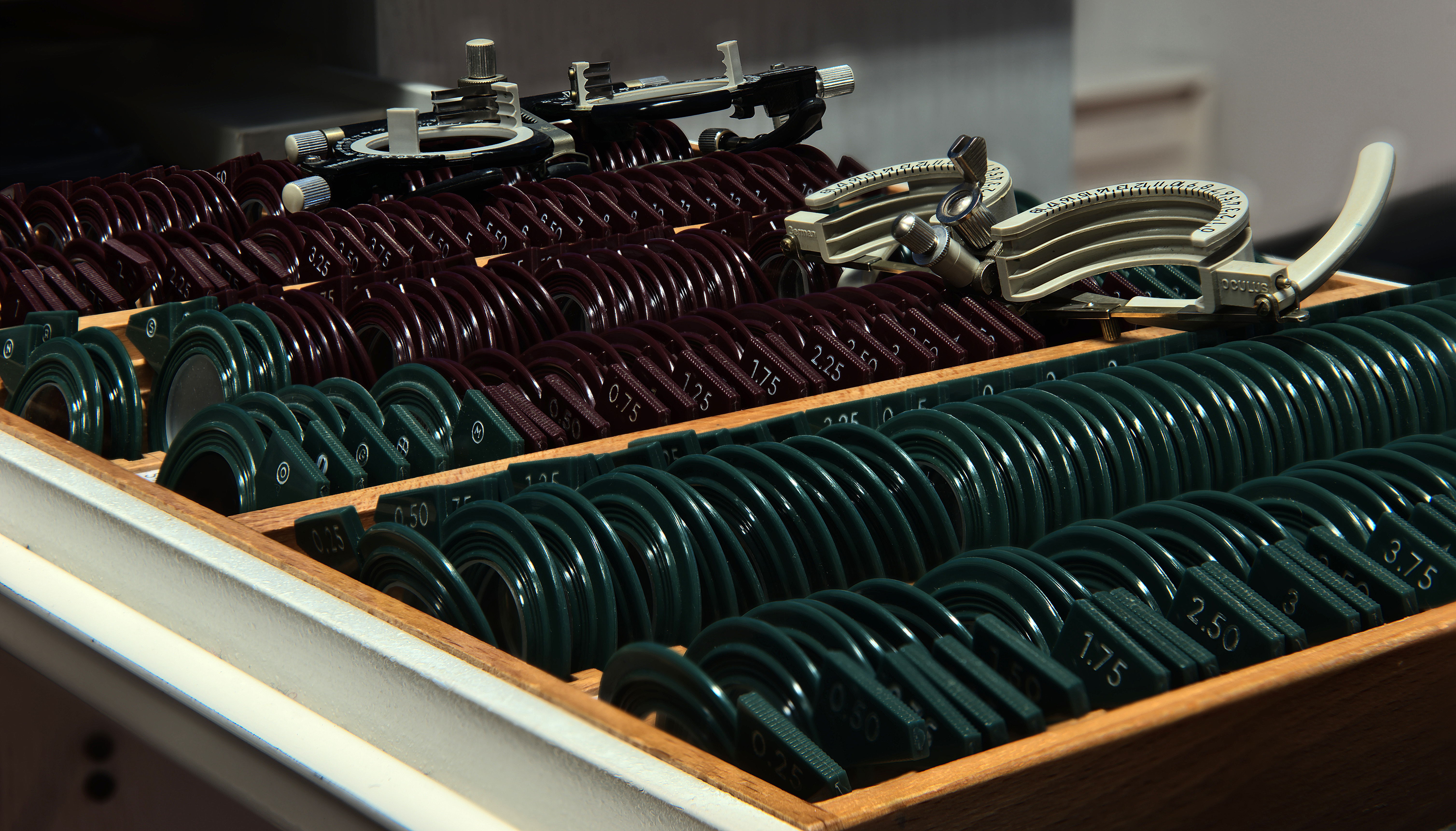
Gläserkasten mit zwei Messbrillen

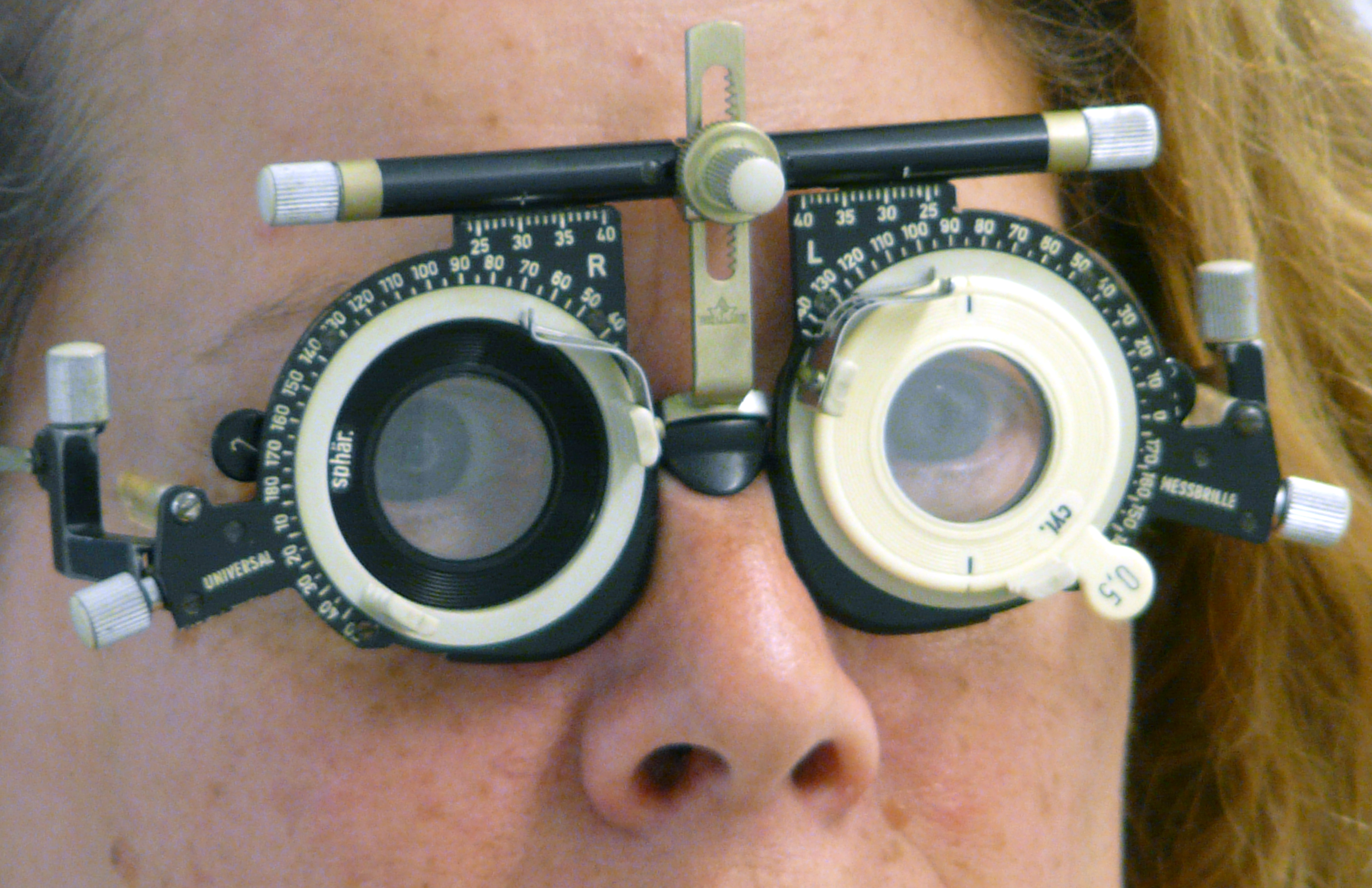
Messbrille

Die Bestimmung der subjektiven Refraktion (oft auch „Abgleich“ oder „Brillenabgleich“ genannt) kann auch ohne vorherige Bestimmung der objektiven Refraktion erfolgen. Sie gestaltet sich jedoch erheblich einfacher und zuverlässiger, wenn die objektiven Werte zuvor ermittelt wurden. Der zu untersuchenden Person werden nacheinander systematisch verschiedene Linsen vorgehalten, und sie wird nach einer Verbesserung oder Verschlechterung des Seheindrucks gefragt. Dabei werden in der Regel jene Sehzeichen, die auch für die Bestimmung der Sehschärfe verwendet werden, als Objekte zur Betrachtung angeboten.
Die Auswahl und das Vorhalten der Linsen lassen sich beschleunigen durch die Verwendung eines Phoropters, einer Apparatur, mit deren Hilfe rasch zwischen verschiedenen Linsen hin- und hergeschaltet werden kann. Für diesen Vorgang wird auch hin und wieder die früher übliche „Messbrille“ verwendet. Die Untersuchung wird so lange fortgesetzt, bis durch Verändern der angebotenen Korrekturwerte keine subjektive Verbesserung der Sehschärfe mehr erzielt wird. Der Brechwert der so ausgewählten Linsen ist dann unter Berücksichtigung der Untersuchungsentfernung die subjektive Refraktion.
Die subjektive Refraktionsbestimmung wird in der Regel nicht in Zykloplegie (s. o.) durchgeführt. Daher muss der Untersucher bei der Auswahlstrategie der Linsen berücksichtigen, dass das Ergebnis durch Akkommodation beeinflusst werden kann.

## Refraktion und Brille

Sehhilfenverordnung („Brillenrezept“) mit TABO-Schema (eine Erklärung der Bereiche ist auf der Dateibeschreibungsseite verfügbar)

Der Wert der subjektiven Refraktion lässt sich häufig direkt als Brillenwert benutzen. Allerdings können Sehgewohnheiten wie z. B. ständige, unwillkürliche Akkommodation dazu führen, dass eine dem subjektiven Refraktionswert entsprechende Brille als nicht optimal empfunden wird. Dies kann in Ausnahmefällen auch dazu führen, dass eine Korrektur, die eine optimale Sehschärfe ermöglicht, als subjektiv unangenehmer empfunden wird als eine Korrektur, die gegebenenfalls einen etwas schlechteren Visus vermittelt. Um solche subjektiven „Brillenunverträglichkeiten“ rechtzeitig zu erkennen, kann ein Trageversuch durchgeführt werden. In der Regel wird mit der subjektiven Refraktionsbestimmung jedoch die optimale Korrektur zur Erzielung des bestmöglichen Visus angestrebt.
Es können sich subjektive Unterschiede bei der monokularen Refraktionsbestimmung des jeweils rechten und linken Auges gegenüber dem binokularen Seheindruck einstellen, dies insbesondere bei unterschiedlichen Brechungsverhältnissen (Anisometropie). Eine Bestimmung der künftigen Korrektur des rechten und linken Auges geht demzufolge auch immer mit einer binokularen Prüfung der ermittelten Werte einher.
Ein Augenarzt überträgt die ermittelten Werte in ein Sehhilfenrezept, das dem Augenoptiker zur Anfertigung der Gläser übergeben wird. Kurz- und Weitsichtigkeit werden mit so genannten sphärischen Gläsern korrigiert, eine Stabsichtigkeit mit zylindrischen, die ihre Wirkung nur in einer bestimmten Achse haben. Der Wert eines Brillenglases besteht demnach aus einem sphärischen Anteil und ggf. aus einem zylindrischen Anteil mit Bezeichnung seiner Achslage.
Da der Untersucher bei der Brillenanpassung weitgehend auf die Angaben des Untersuchten angewiesen ist, haftet er im Falle einer Auseinandersetzung in der Regel nur für die fachgerechte Durchführung der Anpassung, nicht für den Erfolg der Brille.

### TABO-Schema
Die Achslagen für zylindrische oder prismatische Korrektionen lassen sich anhand der Winkeleinteilung des TABO-Schemas eindeutig festlegen. Der Name TABO stammt vom damaligen Technischen Ausschuss für Brillenoptik, der dieses Schema im Jahr 1928 vorgeschlagen hat.
Beim TABO-Schema befindet sich der Betrachter dem Patienten gegenüber. Der Betrachter richtet an beiden Augen des Patienten zwei Kreise mit Nummerierungen der Achsen von 0° bis 180° entgegen dem Uhrzeigersinn aus, wobei sich die Nullrichtung rechts horizontal – also am linken Auge des Patienten temporal – befindet. Die Nulllinie des TABO-Schemas durch den Bezugspunkt des Brillenglases bezeichnet man als „Glashorizontale“ oder „Einschleifachse“. Nachdem sich das „Internationale System“ mit entgegengesetzten Winkeleinteilungen für beide Augen (0° nasal, rechts entgegen und links im Uhrzeigersinn) nicht durchsetzen konnte, stellt das deutsche TABO-Schema heute den Industriestandard dar.
Auf Sehhilfenverordnungen ist meist ein TABO-Schema von 0° bis 180° abgebildet. Dort kann der Arzt die Achsenlagen zusätzlich einzeichnen.

## Refraktionsmessung bei Kindern
Zumindest die erste objektive Refraktionsbestimmung wird bei Kindern immer in Zykloplegie durchgeführt. Nur so können die exakten Werte einer Fehlsichtigkeit korrekt ermittelt werden, da ansonsten der bestehende Akkommodationsimpuls die Messung in erheblichem Maße verfälschen könnte. Die Tropfenvorbereitung geschieht entweder in der Praxis des Augenarztes oder, insbesondere bei Kleinkindern und Säuglingen, zu Hause durch die Eltern. Je nach Alter werden entweder in einem weiteren Untersuchungsgang die für den Patienten subjektiv optimalen Glasstärken herausgefunden, oder man orientiert sich bei der Ermittlung der Gläser an den zuvor gemessenen objektiven Ergebnissen.
Liegt eine Schielerkrankung vor, wird eine so genannte Vollkorrektur verordnet. Diese entspricht den objektiv gemessenen Werten abzüglich 0,5 Dioptrien des arithmetischen Wertes der Sphäre. Dies führt bei einer Hyperopie zu einer geringen Unterkorrektur und bei einer Myopie zu einer Überkorrektur, um jeweils noch eine geringe Akkommodationsleistung auch in der Ferne zuzulassen. In bestimmten Fällen werden zudem zusätzlich so genannte Prismen in das Glas eingearbeitet oder als Folie aufgeklebt. Hierbei werden weitere Werte über Prismenstärke und Basislage dokumentiert bzw. in das Brillenrezept eingetragen. Besteht kein Schielen, so werden im Allgemeinen die Brillengläser hinsichtlich ihres sphärischen Anteils noch weiter abgeschwächt, um dem für das entsprechende Alter normalerweise vorhandenen eigenen Akkommodationsimpuls in gewissem Umfang Rechnung zu tragen. Grundlage für die Brillenbestimmung bildet jedoch letztlich die Gesamtheit der erhobenen Befunde.